# Wybory prezydenckie na Kubie w 2018 roku
Wybory prezydenckie na Kubie w 2018 roku – przeprowadzone 19 kwietnia 2018 pośrednie wybory, w wyniku których wyłoniony został prezydent i wiceprezydent Kuby (do 2019 odpowiednio prezydent i I wiceprezydent Rady Państwa).

## Geneza
Obowiązująca w latach 1976-2019 kubańska konstytucja zastąpiła urząd prezydenta stanowiskiem prezydenta Rady Państwa. Funkcję tę przez ok. 30 lat pełnił Fidel Castro, zastąpiony przez swojego brata Raula w 2008. W 2013 prezydent Raul Castro ogłosił, że nie będzie ubiegał się o reelekcję w 2018, podtrzymał tę deklarację w 2017. Oznaczało to, że po wyborach parlamentarnych przeprowadzonych 11 marca 2018 Zgromadzenie Narodowe Władzy Ludowej wybierze nowego lidera Kuby. 

## Wybory
Jedynym kandydatem był dotychczasowy I wiceprezydent Rady Państwa Miguel Díaz-Canel. Uzyskał on 603 z 604 głosów i został wybrany prezydentem Rady Państwa. I wiceprezydentem Rady został wybrany Salvador Valdés Mesa.
| Kandydat       | Kandydat          | Partia         | Partia                    | Liczba głosów | Procent |
| -------------- | ----------------- | -------------- | ------------------------- | ------------- | ------- |
|                | Miguel Díaz-Canel |                | Komunistyczna Partia Kuby | 603           | 99,84%  |
| głosy nieważne | głosy nieważne    | głosy nieważne | głosy nieważne            | 1             | 0,16%   |
| Łącznie        | Łącznie           | Łącznie        | Łącznie                   | 604           | 100%    |

## Po wyborach
W 2019 na Kubie uchwalona została nowa konstytucja. Dotychczasowy prezydent Rady Państwa został prezydentem Republiki Kuby, a I wiceprezydent Rady Państwa został wiceprezydentem Republiki. W związku z czym Miguel Díaz-Canel i Salvador Valdés Mesa objęli odpowiednio przywrócone urzędy.  Rada Państwa stała się organem Zgromadzenia Narodowego Władzy Ludowej, a jego przewodniczący z urzędu pełni również funkcję przewodniczącego Rady. 